# Jacopo Bellini

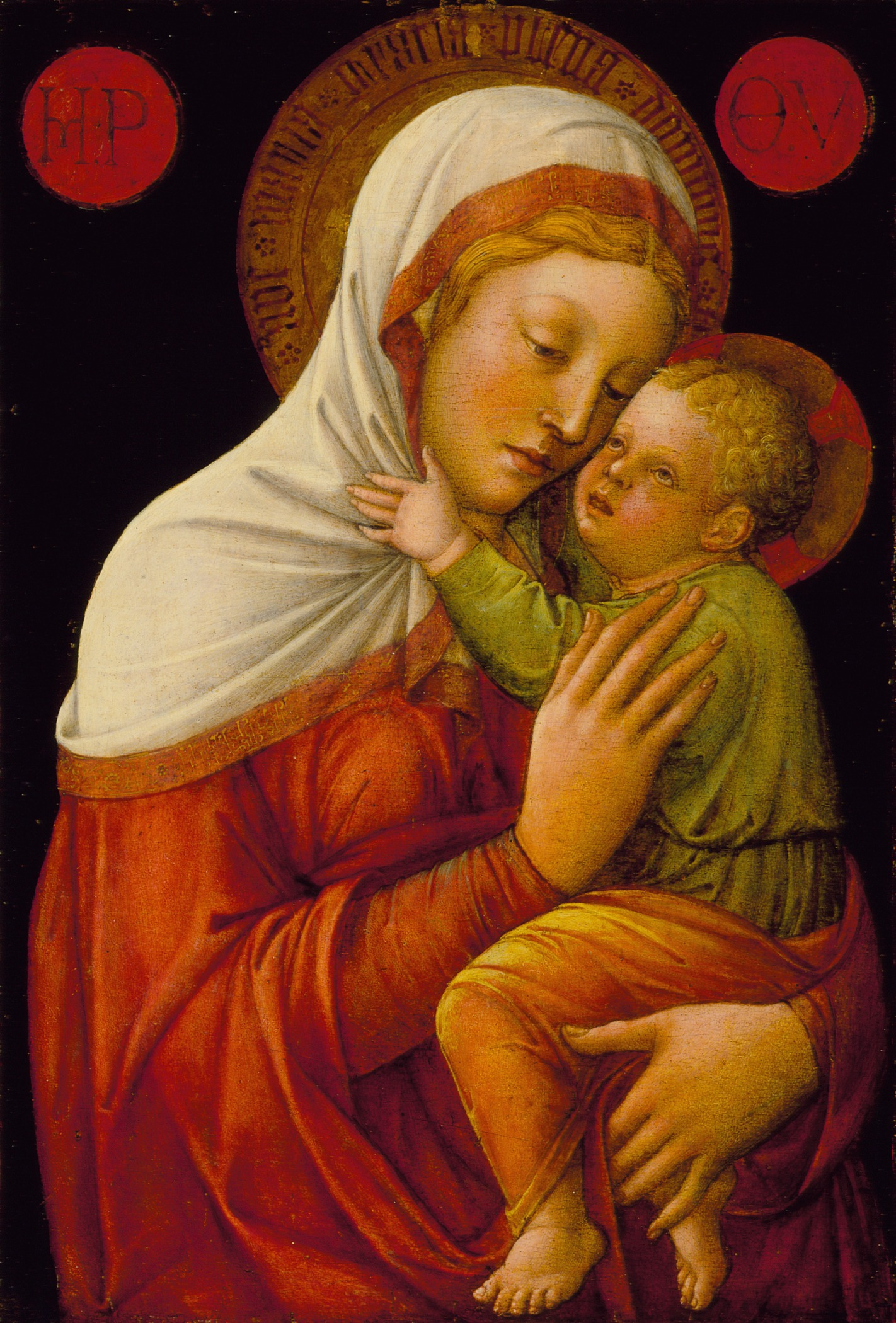
Madonna met kind

Jacopo Bellini (ca. 1400 – 1470) was een Venetiaanse schilder. Hij was een van de leden van de schilderfamilie Bellini. Zijn zonen waren Gentile Bellini en Giovanni Bellini en zijn schoonzoon was Andrea Mantegna. Jacopo was een van de stichters van de schilderstijl van de Renaissance in Venetië en noordelijk Italië.
Jacopo was een leerling van Gentile da Fabriano. Hij richtte een schilderschool op in Venetië waarvan hij tot zijn dood het hoofd was. Veel van zijn grootste werken, waaronder de enorme Kruisiging in de kathedraal van Verona, zijn verdwenen. Weinige schilderijen bestaan nog, maar zijn overlevende schetsboeken (in het British Museum en in het Louvre) tonen aan dat Jacopo Bellini geïnteresseerd was in landschappen en in architectuurontwerpen. Zijn overgebleven werken tonen hoe hij met lineair perspectief werkte. De werken vertonen decoratieve patronen en rijke kleuren die typerend zijn voor de Venetiaanse schilderschool.
- Bibsys: 90181256
- Biblioteca Nacional de España: XX1113585
- Bibliothèque nationale de France: cb14969381b (data)
- Catàleg d'autoritats de noms i títols de Catalunya: 981058522299506706
- CiNii: DA01354938
- Stuttgart Database of Scientific Illustrators 1450–1950: 2232
- Gemeinsame Normdatei: 118658050
- International Standard Name Identifier: 0000 0000 8133 5240
- Library of Congress Control Number: n84038157
- Nationale Bibliotheek van Letland: 000196414
- Nationale Bibliotheek van Tsjechië: ola2002152504
- Nationale bibliotheek van Australië: 35249013
- Nationale Bibliotheek van Israël: 987007277326605171
- Nationale Bibliotheek van Polen: a0000001783057
- Nationale en Universitaire bibliotheek Zagreb: 000082007
- Nederlandse Thesaurus van Auteursnamen: 070584109
- Réseau des bibliothèques de Suisse occidentale: 02-A002987736
- RKD-Nederlands Instituut voor Kunstgeschiedenis: 6268
- Istituto Centrale per il Catalogo Unico: CUBV015891
- LIBRIS: 262362
- Système universitaire de documentation: 027919749
- Trove: 881566
- Union List of Artist Names: 500115627
- Virtual International Authority File: 54420149
- WorldCat: E39PBJrRc8hBqvwtPT9Hv7mmVC